# Heritiera angustata
Heritiera angustata är en malvaväxtart som beskrevs av Jean Baptiste Louis Pierre. Heritiera angustata ingår i släktet Heritiera och familjen malvaväxter. Inga underarter finns listade i Catalogue of Life.